# ولايات النمسا
النمسا جمهورية اتحادية تتكون من تسع مقاطعات (بالألمانية: Länder). يمكن للمقاطعات النمساوية تمرير قوانين تبقى ضمن حدود الدستور ، ولكل مقاطعة ممثلين في البرلمان النمساوي الرئيسي.

## القائمة
هذه قائمة بولايات النمسا مع عواصم الولايات كما المساحة وعدد السكان والكثافة وعدد المدن والبلدات في كل ولاية:
| الولاية       | العاصمة    | تعداد السكان (يناير 2022) | المساحة (كم2) | كثافة سكانية (نسمة/كم2) | المدن | البلدات | الحاكم                | الحزب                               | الائتلاف                                                                                         |
| ------------- | ---------- | ------------------------- | ------------- | ----------------------- | ----- | ------- | --------------------- | ----------------------------------- | ------------------------------------------------------------------------------------------------ |
| بورغنلاند     | آيزنشتات   | 0,297,583                 | 03,965        | 0,075                   | 13    | 158     | Hans Peter Doskozil   | الحزب الديمقراطي الاجتماعي النمساوي | الحزب الديمقراطي الاجتماعي النمساوي                                                              |
| كيرنتن        | كلاغنفورت  | 0,564,513                 | 09,537        | 0,059                   | 17    | 115     | بيتر كايزر            | الحزب الديمقراطي الاجتماعي النمساوي | الحزب الديمقراطي الاجتماعي النمساوي، حزب الشعب النمساوي                                          |
| النمسا السفلى | سانت بولتن | 1,698,796                 | 19,180        | 0,089                   | 76    | 497     | Johanna Mikl-Leitner  | حزب الشعب النمساوي                  | حزب الشعب النمساوي، الحزب الديمقراطي الاجتماعي النمساوي، حزب الحرية النمساوي                     |
| زالتسبورغ     | زالتسبورغ  | 0,560,710                 | 07,155        | 0,078                   | 11    | 108     | Wilfried Haslauer Jr. | حزب الشعب النمساوي                  | حزب الشعب النمساوي، حزب الخضر النمساوي، NEOS                                                     |
| شتايرمارك     | غراتس      | 1,252,922                 | 16,399        | 0,076                   | 35    | 251     | Hermann Schützenhöfer | حزب الشعب النمساوي                  | حزب الشعب النمساوي، الحزب الديمقراطي الاجتماعي النمساوي                                          |
| تيرول         | إنسبروك    | 0,764,102                 | 12,648        | 0,060                   | 11    | 266     | Anton Mattle          | حزب الشعب النمساوي                  | حزب الشعب النمساوي، الحزب الديمقراطي الاجتماعي النمساوي                                          |
| النمسا العليا | لينتس      | 1,505,140                 | 11,983        | 0,126                   | 32    | 406     | Thomas Stelzer        | حزب الشعب النمساوي                  | حزب الشعب النمساوي، حزب الحرية النمساوي، الحزب الديمقراطي الاجتماعي النمساوي، حزب الخضر النمساوي |
| فيينا         | فيينا      | 1,931,593                 | 00,415        | 4,654                   | 01    | 0–      | ميخائيل لودفيغ        | الحزب الديمقراطي الاجتماعي النمساوي | الحزب الديمقراطي الاجتماعي النمساوي، NEOS                                                        |
| فورارلبرغ     | بريغنز     | 0,401,647                 | 02,602        | 0,154                   | 05    | 091     | ماركوس فالنر          | حزب الشعب النمساوي                  | حزب الشعب النمساوي، حزب الخضر النمساوي                                                           |